# Gonnosnò
Gonnosnò (Gonnonnò in sardo) è un comune italiano di 680 abitanti della provincia di Oristano in Sardegna.
Nel 1928 i comuni di Figu e di Gonnosnò furono aggregati a quello di Baressa, mentre nel 1947 fu istituito, tramite scorporo, il comune di Figu-Gonnosnò, ridenominato Gonnosnò nel 1964.

## Geografia fisica

### Territorio
Il comune è situato ai piedi dell'altopiano della Giara, a circa 200 metri s.l.m., nella subregione storica dell’alta Marmilla. Si estende su un’area di 15,45 km² e comprende la borgata di Figu.

## Origini del nome
Il toponimo è un composto tra un nome connesso alla base prelatina gon- "monte, altura" e un altro elemento che la tradizione erudita attribuisce al greco neòs "tempio" o neòs "nuovo". Sull'origine del nome della frazione di Figu vi sono due ipotesi: la prima che derivi dal nome del leggendario bandito Figu; la seconda, molto più probabile, ci dice che il nome è stato dato per la copiosa presenza degli alberi di fico.

## Storia
L'area fu abitata in epoca prenuragica, nuragica, punica e romana, per la presenza nel territorio di diverse testimonianze archeologiche, tra cui tombe dei giganti e nuraghi.
Durante il medioevo appartenne al Giudicato di Arborea e fece parte della curatoria di Parte Usellus. Alla caduta del Giudicato (1420) entrò a far parte del Marchesato di Oristano, e alla definitiva sconfitta degli arborensi (1478) passò sotto il dominio aragonese, divenendo un feudo dei Carroz conti di Quirra. Nel 1603 fu incorporato nel marchesato di Quirra, feudo prima dei Centelles e poi degli Osorio de la Cueva. Nel 1678 a Figu fu istituito il primo Monte granatico della Sardegna.
Il paese fu riscattato agli ultimi feudatari, gli Osorio, nel 1839, con la soppressione del sistema feudale.

### Simboli
Lo stemma e il gonfalone del comune sono stati concessi con decreto del presidente della Repubblica del 25 gennaio 2005.
(D.P.R. 25.01.2005)
Il gonfalone è un drappo troncato di azzurro e di rosso.

## Monumenti e luoghi d'interesse

### Siti archeologici
Nel territorio di Gonnosnò sono presenti cinque nuraghi e altre antichità:
- Tempio nuragico a pozzo di San Salvatore
- Tombe di giganti di is Lapideddas
- Nuraghe Emmàuru
- Nuraghe Marafiu
- Nuraghe Nieddiu (sulla Giara di Gesturi)
- Nuraghe su Nuraxi
- Nuraghe Tramatza
- Recinto litico lastricato (sulla Giara di Gesturi)

## Società

### Evoluzione demografica
Abitanti censiti

### Lingue e dialetti
La variante del sardo parlata a Gonnosnò è il campidanese occidentale.

## Amministrazione
| Periodo         | Periodo         | Primo cittadino | Partito                                    | Carica  | Note |
| --------------- | --------------- | --------------- | ------------------------------------------ | ------- | ---- |
| 31 maggio 2015  | 26 ottobre 2020 | Mauro Steri     | Lista civica "Un paese per tutti"          | Sindaco |      |
| 26 ottobre 2020 | in carica       | Ignazio Peis    | Lista civica "Insieme per Gonnosnò e Figu" | Sindaco |      |